# Hoa hậu Hồng Kông
Hoa hậu Hồng Kông (tiếng Trung: 香港小姐競選; tiếng Anh: Miss Hong Kong Pageant) là một cuộc thi sắc đẹp của Hồng Kông được hãng truyền hình TVB tổ chức hàng năm. Được bắt đầu từ năm 1973, đây được coi là cuộc thi sắc đẹp có uy tín nhất của Hồng Kông, theo thông lệ người được trao giải Hoa hậu Hồng Kông cũng là đại diện của Hồng Kông dự thi Hoa hậu Thế giới và Hoa hậu Người Hoa Thế giới, á hậu của cuộc thi sẽ là đại diện của Hồng Kông tại cuộc thi Hoa hậu Quốc tế. Nhiều người đẹp đã thành danh sau cuộc thi này và tạo dựng được vị trí của họ trong làng giải trí Hồng Kông.

## Thể lệ cuộc thi
Điều kiện tham gia cuộc thi là người đẹp phải có căn cước Hồng Kông hoặc được sinh ra tại Hồng Kông. Cuộc thi chính thức gồm hai vòng được TVB truyền hình trực tiếp. Sau vòng sơ tuyển, khoảng 20 đến 30 thí sinh sẽ được lựa chọn để tham dự vòng bán kết, tại đây 12 người sẽ được lựa chọn tham gia vòng chung kết nơi xác định danh hiệu hoa hậu, á hậu cùng các giải thưởng khác.

## Danh sách giải thưởng
| Năm  | Hoa hậu           | Á hậu 1          | Á hậu 2           | Hoa hậu ảnh (người đẹp ảnh) | Hoa hậu thân thiện (người đẹp thân thiện) |
| ---- | ----------------- | ---------------- | ----------------- | --------------------------- | ----------------------------------------- |
| 1973 | Tôn Vịnh Ân       | Dung Chu Địch    | Lưu Tuệ Đức       | —                           | —                                         |
| 1974 | Trương Văn Anh    | Đồ Thù Địch      | Lý Cẩm Văn        | —                           | —                                         |
| 1975 | Trương Mã Lệ      | Chu Thúy Quyên   | Quan Thục Phân    | Tư Đồ Linh Chi              | Chu Thúy Quyên                            |
| 1976 | Lâm Lương Huệ     | Lương Tĩnh Văn   | Từ Mỹ Linh        | Mâu Khiên Nhân              | Ngô Thục Minh                             |
| 1977 | Chu Linh Linh     | Lữ Thụy Dung     | Dư Ỷ Hà           | Chu Linh Linh               | Thi Gia Di                                |
| 1978 | Trần Văn Ngọc     | Liên Huệ Linh    | Tăng Khánh Du     | Trương Mộng Hạ              | Diệp Diệu Dung                            |
| 1979 | Trịnh Văn Nhã     | Ngô Mĩ Lệ        | Chung Tuệ Băng    | Trịnh Văn Nhã               | Quản Ngọc Cầm                             |
| 1980 | Đới Nguyệt Nga    | Trần Phượng Chi  | Hoàng Tĩnh        | Đới Nguyệt Nga              | Trương Thục Linh                          |
| 1981 | Lao Cẩm Thường    | Tiền Tuệ Nghi    | Deborah Moore     | Lương Trọng Phân            | Lao Cẩm Thường                            |
| 1982 | Lương Vận Nhị     | Quảng Mỹ Vân     | Khấu Hồng Bình    | Hạ Thục Linh                | Hàn Yến Hồng                              |
| 1983 | Dương Tuyết Nghi  | Trương Mạn Ngọc  | Lý Nguyệt Phù     | Trương Mạn Ngọc             | Chung Tử Luân                             |
| 1984 | Cao Lệ Hồng       | Mã Thiến Thành   | Đường Lệ Cầu      | Cao Lệ Hồng                 | Lưu Thục Hoa                              |
| 1985 | Tạ Ninh           | La Cẩm Như       | Vương Ái Luân     | Liêu Bích Nghi              | Tống Ái Nghi                              |
| 1986 | Lý Mĩ San         | Ngô Uyển Phương  | Nghê Huyên Đồng   | Ngô Uyển Phương             | Thái Huệ Quyên                            |
| 1987 | Dương Bảo Linh    | Lý Mỹ Phụng      | Lâm Dĩnh Nhàn     | Lý Mỹ Phụng                 | Trương Phụng Ni                           |
| 1988 | Lý Gia Hân        | Trần Thục Lan    | Trương Úc Lôi     | Trần Thục Lan               | Lý Gia Hân                                |
| 1989 | Trần Pháp Dung    | Châu Khiết Nghi  | Lương Bội Hộ      | Ông Tuệ Đức                 | Trần Pháp Dung                            |
| 1990 | Viên Vịnh Nghi    | Ông Hạnh Lan     | Lương Tiểu Băng   | Viên Vịnh Nghi              | Ông Hạnh Lan                              |
| 1991 | Quách Ái Minh     | Chu Gia Linh     | Thái Thiếu Phân   | Phàn Diệc Mẫn               | Quách Ái Minh                             |
| 1992 | Lư Thục Nghi      | Lưu Ân Linh      | Trương Tuyết Linh | Lư Thục Nghi                | Lưu Ân Linh                               |
| 1993 | Mạc Khả Hân       | Lâm Lệ Vi        | Dư Thiểu Bảo      | Trần Diệu Anh               | Lưu Phi Phi                               |
| 1994 | Đàm Tiểu Hoàn     | Hoạt Lệ Minh     | Lý Ỷ Hồng         | Hoàng Kỷ Oánh               | Ngô Tố San                                |
| 1995 | Dương Uyển Nghi   | Lý Gia Tuệ       | Châu Uyển Nghi    | Lý Gia Tuệ                  | Châu Uyển Nghi                            |
| 1996 | Lý San San        | Phan Chi Lị      | Viên Thái Vân     | Lý San San                  | Viên Thái Vân                             |
| 1997 | Ông Gia Tuệ       | Lý Minh Tuệ      | Xa Thi Mạn        | Ông Gia Tuệ                 | Lý Minh Tuệ                               |
| 1998 | Hướng Hải Lam     | Triệu Thúy Nghi  | Ngô Văn Hãn       | Hướng Hải Lam               | Ân Lợi                                    |
| 1999 | Quách Thiện Ni    | Nguyên Tử Nhi    | Hồ Hạnh Nhi       | Quách Thiện Ni              | Quách Thiện Ni                            |
| 2000 | Lưu Tuệ Uẩn       | Giản Bội Kiên    | Lưu Gia Tuệ       | Lưu Tuệ Uẩn                 | Lưu Tuệ Uẩn                               |
| 2001 | Dương Tư Kỳ       | Chung Phái Chi   | Chu Khải Đình     | Dương Tư Kỳ                 | Chu Khải Đình                             |
| 2002 | Lâm Mẫn Lợi       | Tả Tuệ Kỳ        | Hồ Gia Huệ        | Gia Bích Nghi               | Lâm Mẫn Lợi                               |
| 2003 | Tào Mẫn Lợi       | Dương Lạc Đình   | Thích Đại Đại     | Lý Thi Vận                  | Tào Mẫn Lợi                               |
| 2004 | Từ Tử San         | Chu Tuệ Mẫn      | Phù Tư Tư         | Từ Tử San                   | Từ Tử San                                 |
| 2005 | Diệp Thúy Thúy    | Lục Thi Vận      | Lâm Lợi           | Đặng Thượng Văn             | Hứa Bội Kỳ                                |
| 2006 | Trần Nhân Mỹ      | Châu Gia Úy      | Lữ Tuệ Nghi       | Châu Gia Úy                 | Trần Nhân Mỹ                              |
| 2007 | Trương Gia Nhi    | Vương Quân Hinh  | Chu Mĩ Hân        | Vương Quân Hinh             | Vương Quân Hinh                           |
| 2008 | Trương Thư Nhã    | Trần Thiến Dương | Mã Trại           | Mã Trại                     | Trần Thiến Dương                          |
| 2009 | Lưu Thiến Đình    | Lý Tư Mẫn        | Hùng Dĩnh Thi     | Viên Gia Mẫn                | Hoàng Gia Lệ                              |
| 2010 | Trần Đình Hân     | Trương Tú Văn    | Trang Tư Minh     | Lý Tuyết Oánh               | Trần Đình Hân                             |
| 2011 | Chu Thần Lệ       | Chu Hi Mẫn       | Hứa Chỉ Huỳnh     | Hứa Chỉ Huỳnh               | Lương Lệ Kiều                             |
| 2012 | Trương Danh Nhã   | Huỳnh Tâm Dĩnh   | Chu Thiên Tuyết   | Sầm Hạnh Hiền               | Trương Danh Nhã                           |
| 2013 | Trần Khải Lâm     | Thái Tư Bối      | Lưu Bội Nguyệt    | Trần Khải Lâm               | Âu Dương Xảo Oánh                         |
| 2014 | Thiệu Bội Thi     | Vương Trác Kỳ    | Hà Diễm Quyên     | Thiệu Bội Thi               | Thiệu Bội Thi                             |
| 2015 | Mạch Minh Thi     | Bàng Trác Hân    | Quách Gia Văn     | Mạch Minh Thi               | Lâm Khải Ân                               |
| 2016 | Phùng Doanh Doanh | Lưu Dĩnh Tuyền   | Trần Nhã Tư       | Lưu Dĩnh Tuyền              | Trương Bảo Nhi                            |
| 2017 | Lôi Trang Nhi     | Hà Y Đình        | Huỳnh Vĩ Kỳ       | Lôi Trang Nhi               | Trương Bảo Hân                            |
| 2018 | Trần Hiểu Hoa     | Đặng Trác Ân     | Đinh Tử Điền      | Đặng Trác Ân                | Trần Tĩnh Nghiêu                          |
| 2019 | Hoàng Gia Văn     | Vương Phi        | Cổ Bội Linh       | Vương Phi                   | Trần Hi Nhụy                              |
| 2020 | Tạ Gia Di         | Trần Trinh Di    | Quách Bách Nghiên | Tạ Gia Di                   | Quảng Mỹ Tuyền                            |
| 2021 | Tống Uyên Dĩnh    | Lương Khải Tình  | Thiệu Sơ          | Dương Bồi Lâm               | Thiệu Sơ                                  |

## Thí sinh nổi tiếng

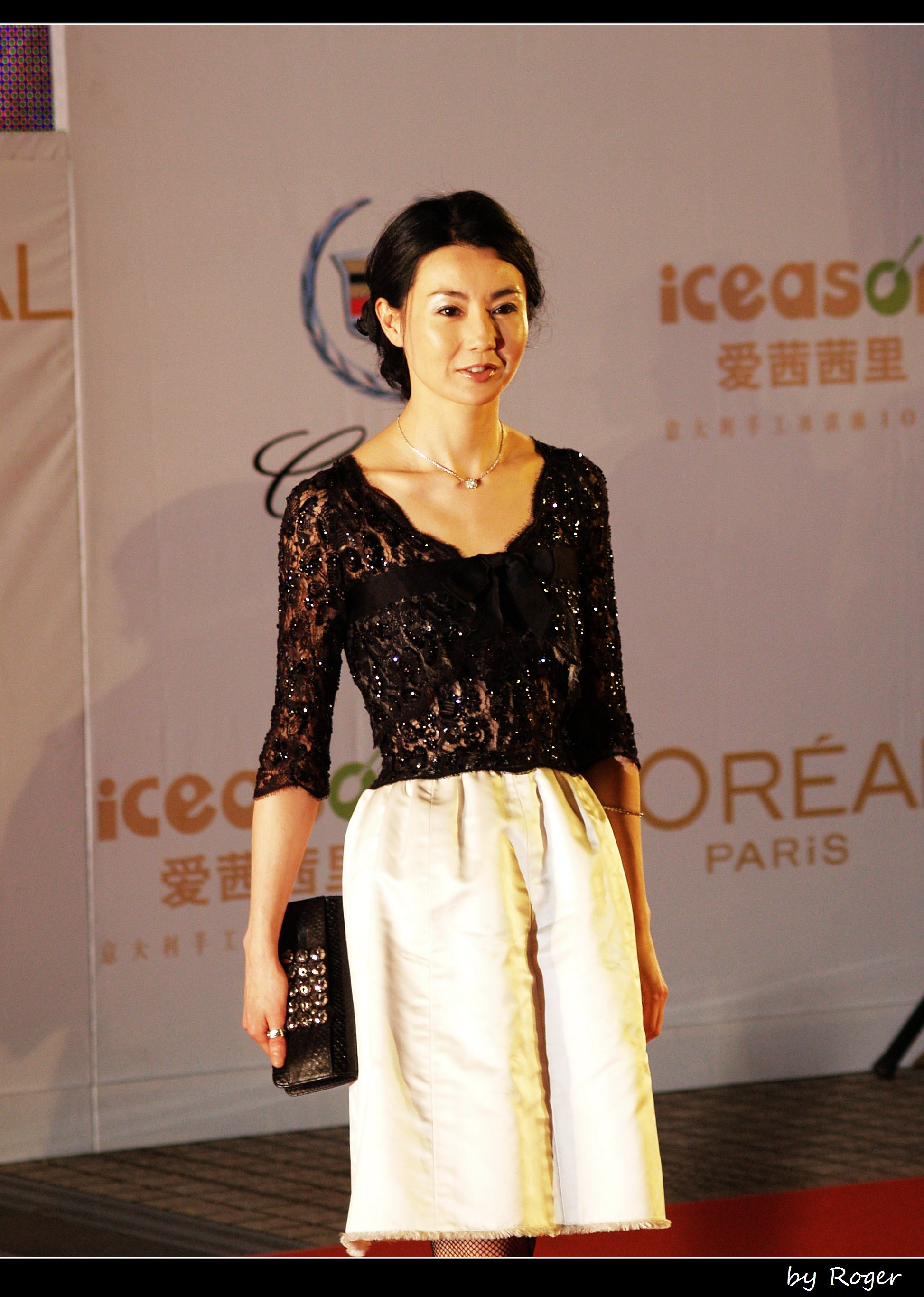
Trương Mạn Ngọc, Á hậu 1 năm 1983.

Các thí sinh có vị trí cao trong cuộc thi Hoa hậu Hồng Kông thường được hãng TVB mời vào làm trong vai trò diễn viên hoặc người dẫn truyền hình. Một số thí sinh giành giải sau này đã trở thành các diễn viên phim truyền hình nổi tiếng của TVB như Trần Pháp Dung, Quách Thiện Ni, Xa Thi Mạn, một số người khác đã trở thành những ngôi sao của điện ảnh Hồng Kông như Viên Vịnh Nghi, Lý Gia Hân hay Trương Mạn Ngọc. Một số người đẹp tuy không đoạt giải trong cuộc thi nhưng sau đó cũng tạo dựng được vị trí trong làng giải trí Hồng Kông:
- Chung Sở Hồng (thí sinh chung kết năm 1980, diễn viên)
- Ông Mỹ Linh (thí sinh chung kết năm 1982, diễn viên)
- Quách Khả Doanh (thí sinh chung kết năm 1993, diễn viên)
- Trương Khả Di (thí sinh chung kết năm 1994, diễn viên)